# Pértiga

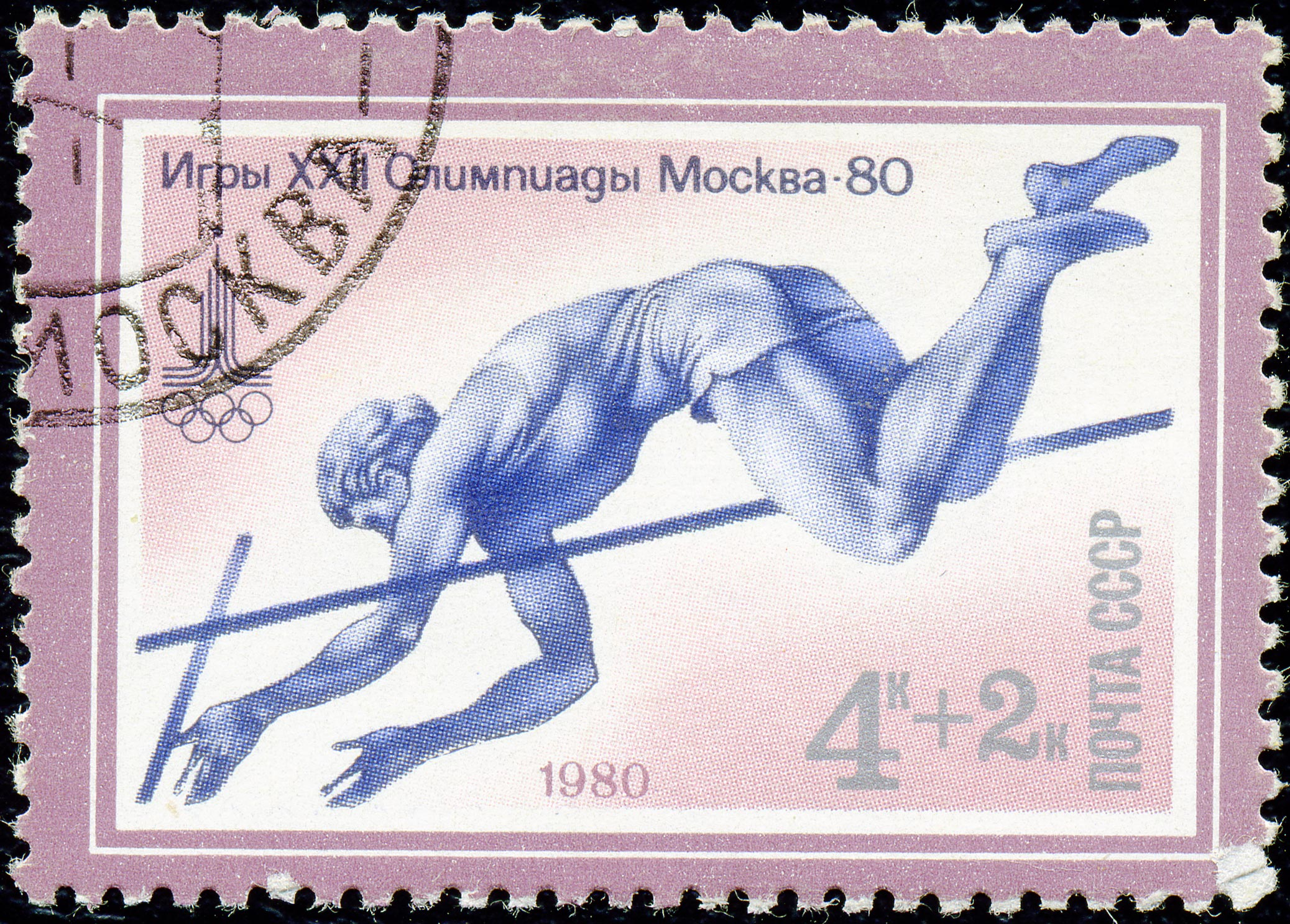
Ilustración en un sello semipostal de la Unión Soviética.

La pértiga o garrocha es una barra cuya longitud suele estar entre 4 y 5 metros, utilizada en la disciplina de salto con pértiga.

## Historia

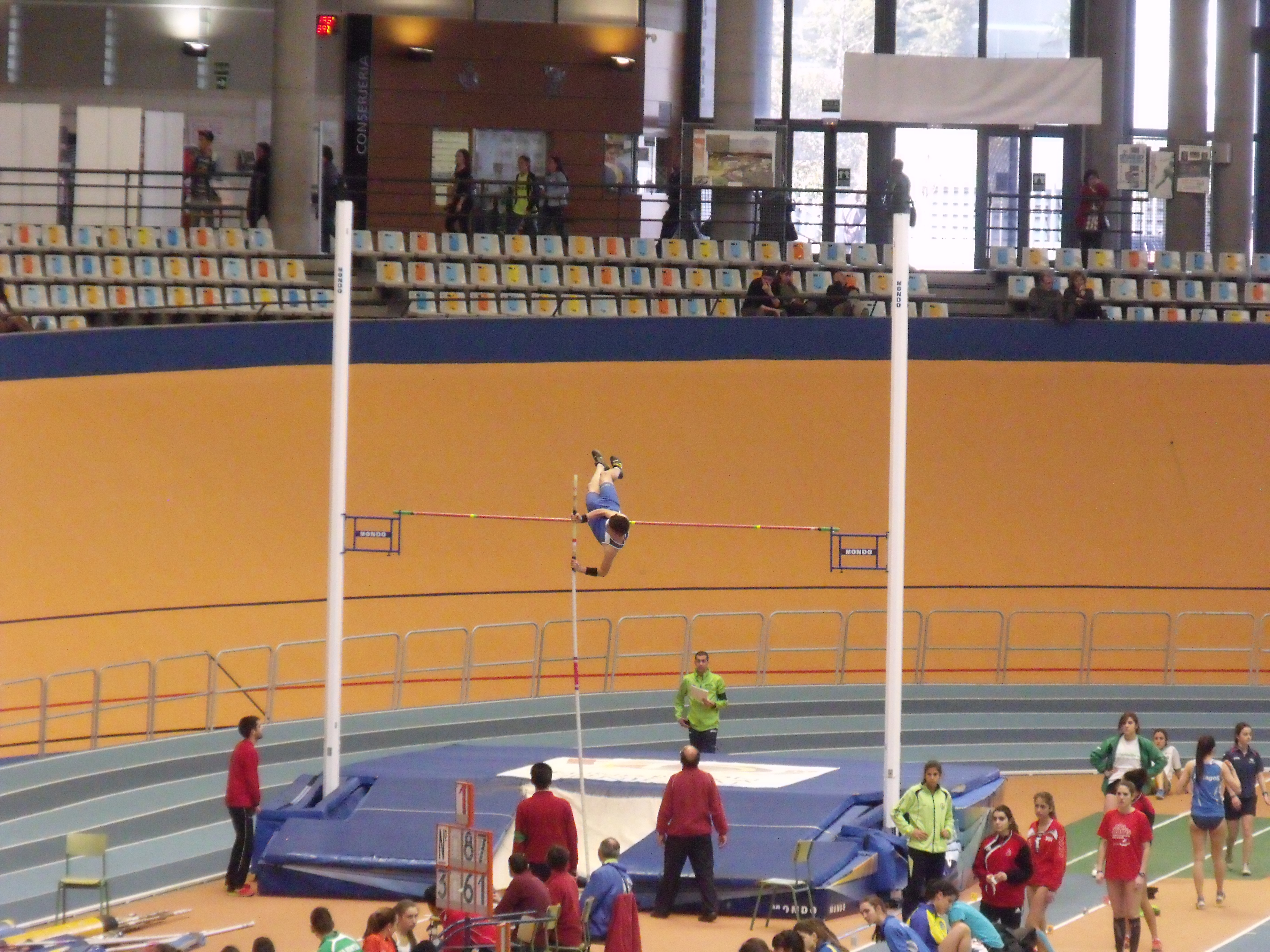
Salto con pértiga.

A lo largo de la historia del atletismo se han empleado pértigas de distintos materiales. En un inicio se usaban picas de madera o metal, poco flexibles. Posteriormente se introdujo el bambú, cuya capacidad de flexión revolucionó el salto con pértiga.  
En la década de 1960 surgió una nueva etapa con el uso de la fibra de carbono, material que ofrecía una flexibilidad sin precedentes. Más tarde se combinaron fibra de vidrio en la parte central —la más flexible— y fibra de carbono en los extremos, donde se requiere mayor rigidez.

## Características
Las pértigas presentan una codificación numérica que indica sus propiedades principales:  
- Altura: medida en metros, corresponde a la longitud total de la pértiga.
- Dureza: medida en libras, señala el peso máximo recomendado para el usuario, determinado aplicando carga progresiva hasta el límite estructural.
- Flexibilidad: medida en milímetros, indica la fuerza necesaria para producir una determinada curvatura, calculada colocando un peso estándar en el centro y midiendo la flexión resultante.

Por ejemplo, una pértiga con la especificación «4,30 / 180 / 20» mediría 4,30m, estaría diseñada para un usuario de hasta 180lb (aprox. 81,6kg) y se flexionaría 20mm bajo la carga estándar.